# Doreen Potter
Doreen Potter (geboren als Ethel Olive Doreen Cousins am 28. März 1925 in Panama; gestorben am 24. Juni 1980 in Genf) war eine jamaikanische Geigerin und Komponistin.

## Leben
Obwohl in Panama geboren, war sie Jamaikanerin, und wuchs auch auf der Insel auf. Dort erhielt sie auch ihre musikalische Frühausbildung, bevor sie nach Liverpool in England zog und dort Musiklehrerin wurde. 1957 beendete sie eine weitere Ausbildung am Trinity College of Music in London und spielte fortan Violine in verschiedenen Orchestern.
Sie war seit 1956 mit Philip Potter verheiratet und zog mit ihm nach Genf, wo er Kirchenfunktionär in verschiedenen Positionen war, zuletzt Generalsekretär des Weltkirchenrats. Dort lernte das Paar auch die Familie von Fred Kaan kennen, einen Pfarrer und Dichter von Kirchenliedern. Nach Volksliedern und Weisen aus ihrer Heimat trug Doreen Potter Melodien zu dessen Stücken bei. Dazu gehört auch Let us talents and togues employ, das unter dem deutschen Text Kommt mit Gaben und Lobgesang (EG 229) bekannt ist. Damit ist Doreen Potter eine von insgesamt vier Komponistinnen im Evangelischen Gesangbuch.
Ferner wirkte Potter mit am ökumenischen Gesangbuch Cantate Domino, das 1974 erschien, und verfasste und adaptierte weitere Stücke. Sie verstarb 1980 an Krebs.